# Idai
De cycloon Idai was een tropische cycloon die in maart 2019 veel schade aanrichtte in Mozambique, Malawi en Zimbabwe. 

## Verloop

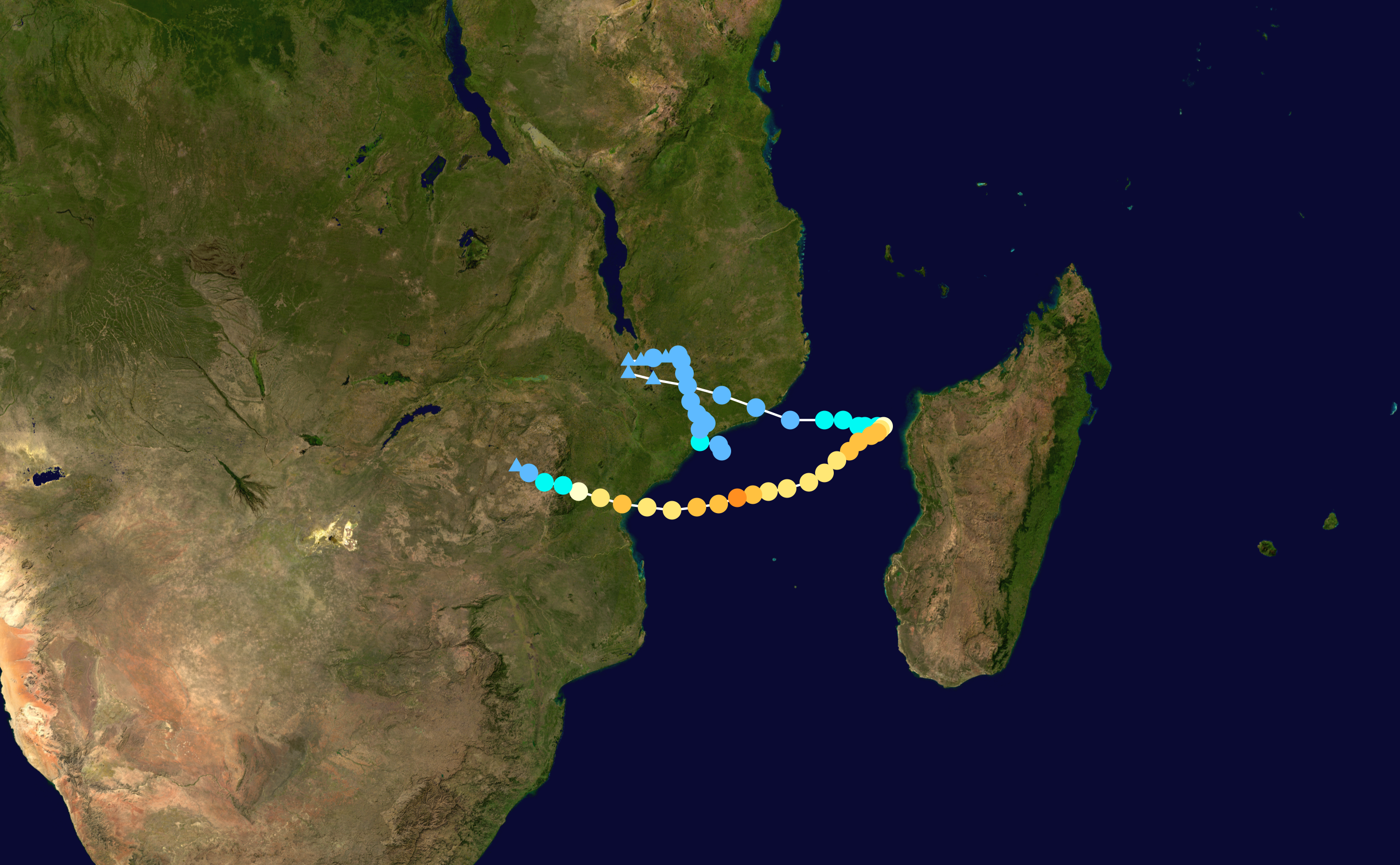
Gevolgde pad van cycloon Idai

Idai is ontstaan uit een tropische depressie die op 4 maart voor de oostkust van Mozambique ontstond. De depressie landde later die dag aan in Mozambique en bleef een tropische storm gedurende het hele gevolgde pad over het land. Op 9 maart kwam de depressie weer boven het Kanaal van Mozambique en intensiveerde de volgende dag naar een gematigde tropische storm. Het systeem begon toen een periode van snelle intensivering en bereikte op 11 maart als een intense tropische cycloon een initiële piekintensiteit met winden van 175 km/u. Idai begon vervolgens te verzwakken als gevolg van aanhoudende structurele veranderingen in zijn binnenste kern, en daalde tot de intensiteit van tropische cycloon. Idai's intensiteit bleef ongeveer een dag stagneren voordat het opnieuw begon te intensiveren. Op 14 maart bereikte Idai zijn piekintensiteit met maximale aanhoudende wind van 195 km/u en een minimale centrale druk van 940 hPa. Idai begon te verzwakken toen het de kust van Mozambique naderde vanwege minder gunstige omstandigheden. Op 15 maart landde Idai als een intense tropische cycloon aan in de buurt van de Mozambikaanse stad Beira. Idai verzwakte vervolgens op 16 maart verder.

## Gevolgen

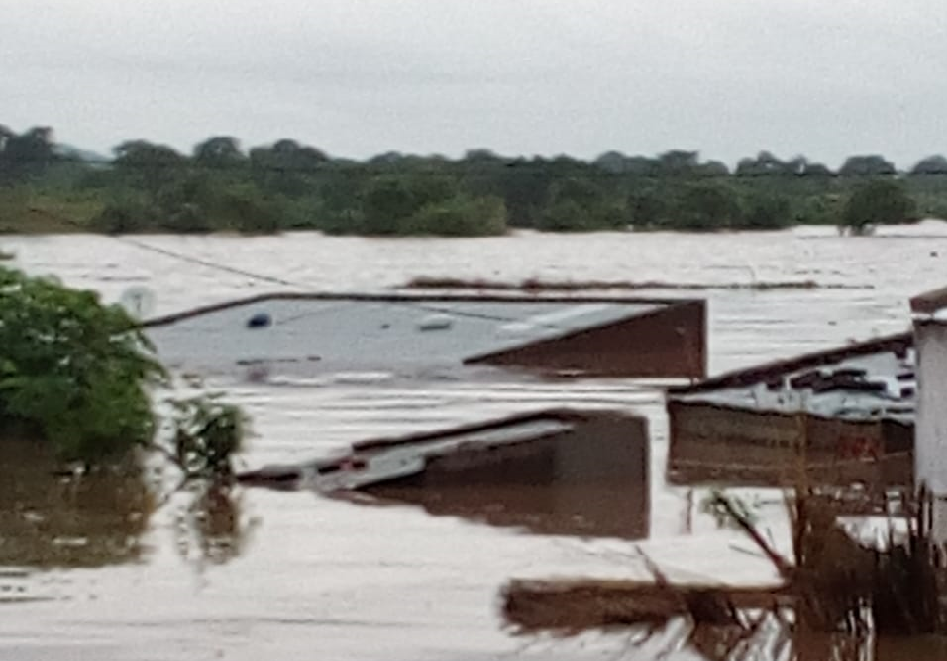
Overstromingen zetten in Tete (Mozambique) vele huizen onder water na de eerste aanlanding van Idai

Idai veroorzaakte sterke winden en ernstige overstromingen in Mozambique, Malawi, Zimbabwe en Madagaskar die 733 mensen hebben gedood - 417 in Mozambique, 259 in Zimbabwe, 56 in Malawi en één in Madagaskar - en meer dan 1,7 miljoen anderen hebben getroffen.
Het hardst getroffen is de Mozambikaanse stad Beira.
In en rondom deze havenstad woonden ruim een half miljoen mensen. De president van Mozambique verklaarde dat meer dan 1.000 mensen mogelijk zijn omgekomen tijdens de storm. Beira stond voor 90 procent onder water, op sommige plaatsen tot wel zes meter diep. Er was in het binnenland van Mozambique een groot meer van vijftig vierkante kilometer ontstaan.